# CSU-Parteivorstand
Der CSU-Parteivorstand leitet die Christlich-Soziale Union in Bayern. Er führt die Beschlüsse des Parteitages durch und verabschiedet selbst auch Beschlüsse zu wichtigen politischen Themen. Der Parteivorstand beruft den Parteitag ein und kann Bundesfachausschüsse und Arbeitskreise zur fachlichen Beratung und Unterstützung einsetzen. Er beschließt ferner über die Etats der Partei, sowie über den vom Parteiengesetz vorgeschriebenen Rechenschaftsbericht (siehe auch Parteienfinanzierung).

## Mitglieder des Vorstandes

### Präsidium
| Name                 | Funktion | Foto |
| -------------------- | --- | ---- |
| Markus Söder         | Parteivorsitzender Ministerpräsident von Bayern Mitglied des Bayerischen Landtags                                                                           |      |
| Martin Huber         | Generalsekretär Mitglied des Bayerischen Landtags |      |
| Dorothee Bär         | Stellvertretende Vorsitzende Mitglied des Deutschen Bundestages Stellvertretende Vorsitzende der CDU/CSU-Bundestagsfraktion                                 |      |
| Melanie Huml         | Stellvertretende Vorsitzende Ehemalige Staatsministerin für Europaangelegenheiten und Internationales                                                       |      |
| Angelika Niebler     | Stellvertretende Vorsitzende Mitglied des Europäischen Parlaments                                                                                           |      |
| Manfred Weber        | Stellvertretender Vorsitzender Fraktionsvorsitzender der Europäischen Volkspartei (EVP) im Europäischen Parlament Vorsitzender der Europäischen Volkspartei |      |
| Katrin Albsteiger    | Stellvertretende Vorsitzende Oberbürgermeisterin der Stadt Neu-Ulm                                                                                          |      |
| Tanja Schorer-Dremel | Stellvertretende Generalsekretärin Mitglied des Bayerischen Landtags                                                                                        |      |
| Tobias Schmid        | Hauptgeschäftsführer |      |
| Sebastian Brehm      | Schatzmeister Mitglied des Deutschen Bundestags |      |
| Hans Reichhart       | Schatzmeister Landrat von Günzburg |      |
| Markus Pannermayr    | Schriftführer Oberbürgermeister der Stadt Straubing |      |
| Astrid Freudenstein  | Schriftführerin Zweite Bürgermeisterin von Regensburg |      |
| Alexander Dobrindt   | Mitglied des Präsidiums Vorsitzender der CSU-Landesgruppe im Deutschen Bundestag Bundesminister a. D.                                                       |      |
| Ilse Aigner          | Mitglied des Präsidiums Präsidentin des Bayerischen Landtags Vorsitzende des CSU-Bezirksverbandes Oberbayern                                                |      |
| Gerhard Eck          | Mitglied des Präsidiums Ehemaliger Staatssekretär im Staatsministerium des Innern, für Sport und Integration                                                |      |
| Hans-Peter Friedrich | Mitglied des Präsidiums Mitglied des Deutschen Bundestages Bundesminister a. D. Bundestagsvizepräsident a. D.                                               |      |
| Albert Füracker      | Mitglied des Präsidiums Vorsitzender des CSU-Bezirksverbandes Oberpfalz Staatsminister der Finanzen und für Heimat                                          |      |
| Joachim Herrmann     | Mitglied des Präsidiums Staatsminister des Innern |      |
| Daniela Ludwig       | Mitglied des Präsidiums Mitglied des Deutschen Bundestages                                                                                                  |      |

### Gewählte Mitglieder des Parteivorstands
| Name                | Funktion | Bild |
| ------------------- | --- | ---- |
| Markus Ferber       | Vorstandsmitglied Vorsitzender der Hanns-Seidel-Stiftung Vorsitzender des CSU-Bezirksverbandes Schwaben Mitglied des Europäischen Parlaments |      |
| Markus Pannermayr   | Vorstandsmitglied Oberbürgermeister von Straubing                                                                                            |      |
| Ludwig Spaenle      | Vorstandsmitglied Antisemitismusbeauftragter der Bayerischen Staatsregierung                                                                 |      |
| Volker Ullrich      | Vorstandsmitglied Mitglied des Deutschen Bundestages                                                                                         |      |
| Michael Frieser     | Vorstandsmitglied Vorsitzender des CSU-Bezirksverbandes Nürnberg-Fürth-Schwabach Mitglied des Deutschen Bundestages                          |      |
| Emmi Zeulner        | Vorstandsmitglied Mitglied des Deutschen Bundestages                                                                                         |      |
| Silke Launert       | Vorstandsmitglied Mitglied des Deutschen Bundestages                                                                                         |      |
| Melissa Goossens    | Vorstandsmitglied Referentin im Staatsministerium für Wohnen, Bau und Verkehr                                                                |      |
| Sylvia Stierstorfer | Vorstandsmitglied Beauftragte der Bayerischen Staatsregierung für Aussiedler und Vertriebene                                                 |      |
| Andrea Lang         | Vorstandsmitglied |      |
| Gudrun Zollner      | Vorstandsmitglied |      |
| Marlene Mortler     | Vorstandsmitglied Mitglied des Europäischen Parlaments                                                                                       |      |
| Anja Weisgerber     | Vorstandsmitglied Mitglied des Deutschen Bundestages                                                                                         |      |
| Veronika Schraut    | Vorstandsmitglied |      |
| Katrin Staffler     | Vorstandsmitglied Mitglied des Deutschen Bundestages                                                                                         |      |
| Gerd Müller         | Vorstandsmitglied Bundesminister a. D. |      |
| Bernd Sibler        | Vorstandsmitglied Staatsminister für Wissenschaft und Kunst                                                                                  |      |
| Winfried Bausback   | Vorstandsmitglied Staatsminister a. D. |      |
| Siegfried Walch     | Vorstandsmitglied Landrat des Landkreises Traunstein                                                                                         |      |
| Thomas Ebeling      | Vorstandsmitglied Landrat des Landkreises Schwandorf                                                                                         |      |
| Hans Reichhart      | Vorstandsmitglied Landrat im Landkreis Günzburg Staatsminister a. D.                                                                         |      |
| Stephan Mayer       | Vorstandsmitglied Mitglied des Deutschen Bundestages                                                                                         |      |
| Richard Reisinger   | Vorstandsmitglied Landrat im Landkreis Amberg-Sulzbach                                                                                       |      |
| Josef Zellmeier     | Vorstandsmitglied Mitglied des Bayerischen Landtags                                                                                          |      |
| Daniel Artmann      | Vorstandsmitglied |      |
| Matthias Dießl      | Vorstandsmitglied Landrat im Landkreises Fürth                                                                                               |      |

### Mitglieder des Vorstandes Kraft Amtes
| Name                | Funktion                                                                                                   | Bild |
| ------------------- | --- | ---- |
| Ulrike Scharf       | Landesvorsitzende der Frauen-Union                                                                         |      |
| Andreas Scheuer     | Vorsitzender des CSU-Bezirksverbandes Niederbayern Mitglied des Deutschen Bundestages Bundesminister a. D. |      |
| Thomas Goppel       | Landesvorsitzender der Senioren-Union der CSU Staatsminister a. D.                                         |      |
| Christian Doleschal | Landesvorsitzender der Jungen Union Bayern Mitglied des Europäischen Parlaments                            |      |
| Thomas Kreuzer      | Vorsitzender der CSU-Fraktion im Bayerischen Landtag                                                       |      |
| vakant              | Landesvorsitzender der Mittelstands-Union                                                                  |      |
| Bernd Posselt       | Landesvorsitzender der Union der Vertriebenen                                                              |      |
| Stefan Rößle        | Landesvorsitzender der Kommunalpolitischen Vereinigung Bayern Landrat des Landkreises Donau-Ries           |      |

### Kooptierte Mitglieder im Vorstand
| Name             | Funktion                                                                      | Bild |
| ---------------- | ----------------------------------------------------------------------------- | ---- |
| Michaela Kaniber | Staatsministerin für Ernährung, Landwirtschaft, Forsten und Tourismus         |      |
| Stefan Müller    | Parlamentarischer Geschäftsführer der CSU-Landesgruppe im Deutschen Bundestag |      |
| Judith Gerlach   | Staatsministerin für Gesundheit, Pflege und Prävention                        |      |

### Ehrenvorsitzende
| Name           | Funktion                                                       | Bild |
| -------------- | -------------------------------------------------------------- | ---- |
| Edmund Stoiber | Ehrenvorsitzender Ministerpräsident a. D.                      |      |
| Theo Waigel    | Ehrenvorsitzender Bundesminister a. D.                         |      |
| Horst Seehofer | Ehrenvorsitzender Bundesminister a. D. Ministerpräsident a. D. |      |